# Etuta
Etuta was een Illyrische koningin en de gemalin van koning Gentius.
Etuta was aanvankelijk verloofd met Plator, de broer van koning Gentius. Later zou Gentius zijn broer vermoorden. Gentius zou dit, naast jaloezie, gedaan hebben om de troonopvolging van de Ardiaei-dynastie veilig te stellen. Gentius werd echter een bondgenoot van Perseus van Macedonië, die weer een rivaal was van de vader van Etuta.
Na de nederlaag van Gentius in 168 v.Chr. werd Etuta samen met andere Illyrische edelen naar Italië gebracht, waar ze stierf.